# Universidad Ricardo Palma
La Universidad Ricardo Palma (siglas: URP) es una universidad privada sin fines de lucro ubicada en el distrito de Santiago de Surco, en la ciudad de Lima, Perú. Fue creada el 1 de julio de 1969.
Está compuesta por 8 facultades, las cuales ofrecen en total 18 carreras de pregrado, 25 programas de maestría y 6 doctorados. Asimismo, cuenta con cinco segundas especialidades, y con una variedad de cursos, programas y especializaciones.

## Historia
El 12 de abril de 1969, un grupo de personas lideradas por el monseñor Antonio San Cristóbal Sebastián fundaron la Universidad Ricardo Palma a través de los Registros Públicos de Lima. El 1 de julio del mismo año, mediante decreto ley, el Estado oficializó su título de universidad privada sin fines de lucro.
En 2016, la Superintendencia Nacional de Educación Superior Universitaria (SUNEDU) le otorgó a la URP el licenciamiento que la autoriza a brindar servicios de educación superior con una vigencia de seis años.

## Autoridades
La organización de las autoridades de la Universidad Ricardo Palma está conformada de la siguiente manera:
- Asamblea Universitaria
- Consejo Universitario
- Rectorado
- Consejos de Facultad

## Organización

### Facultades y escuelas
La Universidad Ricardo Palma cuenta con 18 carreras. Cuenta con las facultades de Ciencias Biológicas, Ciencias Económicas y Empresariales; Derecho y Ciencias Políticas; Humanidades y Lenguas Modernas; Ingeniería, Medicina Humana, Psicología; y Arquitectura y Urbanismo. Cada facultad cuenta con un decano y cada carrera tiene un director.
| Pregrado                                        | Pregrado |
| ----------------------------------------------- | --- |
| Facultad de Arquitectura y Urbanismo            | - Arquitectura |
| Facultad de Ciencias Biológicas                 | - Biología - Medicina Veterinaria |
| Facultad de Ciencias Económicas y Empresariales | - Administración y Gerencia - Administración de Negocios Globales - Contabilidad y Finanzas - Economía - Marketing Global y Administración comercial - Turismo, Hotelería y Gastronomía |
| Facultad de Derecho y Ciencias Políticas        | - Derecho y Ciencias Políticas |
| Facultad de Humanidades y Lenguas Modernas      | - Traducción e Interpretación |
| Facultad de Ingeniería                          | - Ingeniería Civil - Ingeniería Electrónica - Ingeniería Industrial - Ingeniería Informática - Ingeniería Mecatrónica                                                                   |
| Facultad de Medicina Humana                     | - Medicina Humana |
| Facultad de Psicología                          | - Psicología |

#### Posgrado
| Doctorados | Doctorados |
| --- | ---------- |
| - Administración de Negocios Globales - Ciencia Política y Relaciones Internacionales |            |
| Maestrías |            |
| - Administración de Negocios - Arquitectura con mención en Gestión Empresarial - Arquitectura y Sostenibilidad - Ciencias Contables con mención en Auditoria de Sistemas - Ciencia Política - Comportamiento Organizacional y Recursos Humanos - Contabilidad de Gestión Empresarial - Derechos Humanos - Desarrollo y Defensa Nacional - Docencia en Francés como Lengua Extranjera - Docencia Superior - Ecología y Gestión Ambiental - Educación por el Arte - Ingeniería Industrial con mención en Planeamiento y Gestión Empresarial - Ingeniería Informática con mención en Ingeniería de Software - Ingeniería Vial con mención en Carreteras, Puentes y Túneles. - Internacional en Arquitectura - Museología y Gestión Cultural - Periodismo - Psicología con mención en Problemas de Aprendizaje - Psicología Clínica y de la Salud - Sistemas de Gestión de Calidad e Inocuidad de la Industria Alimentaria - Salud Pública con mención en Administración Hospitalaria y de Servicios de Salud - Turismo y Hotelería con mención en Administración Turística y Hotelera - Traducción |            |

### Escuelas Afiliadas
Las escuelas afiliadas a la Universidad Ricardo Palma son:
- Escuela de Enfermería Padre Luis Tezza, ubicada en la avenida El Polo 641, en el distrito de Santiago de Surco. Su directora es Sor María Luisa Chávez Salazar.
- Escuela de Enfermería San Felipe, ubicada en la zona "G", en el distrito de Ate. Su directora es Blanca Amelia Chang Asmat.

## Infraestructura

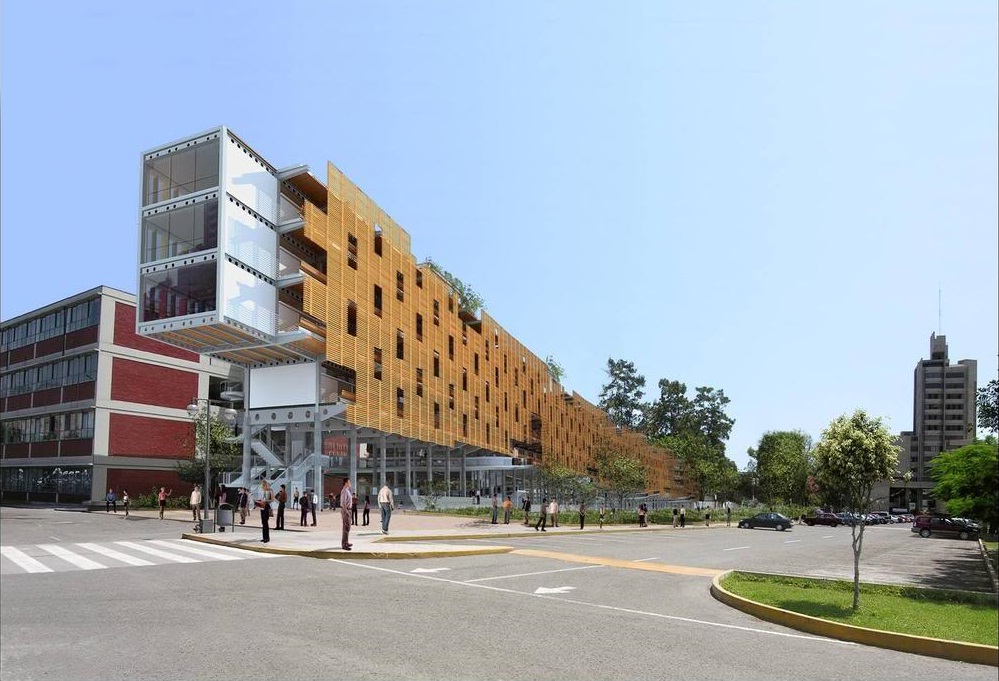

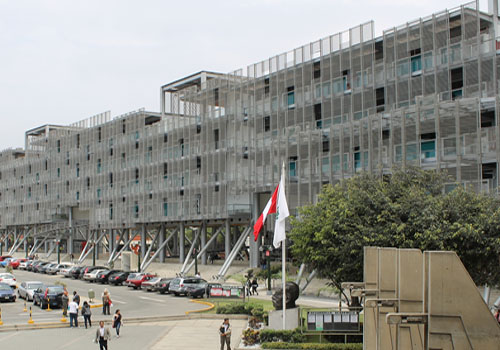
Aulario actual 2017

### Campus principal

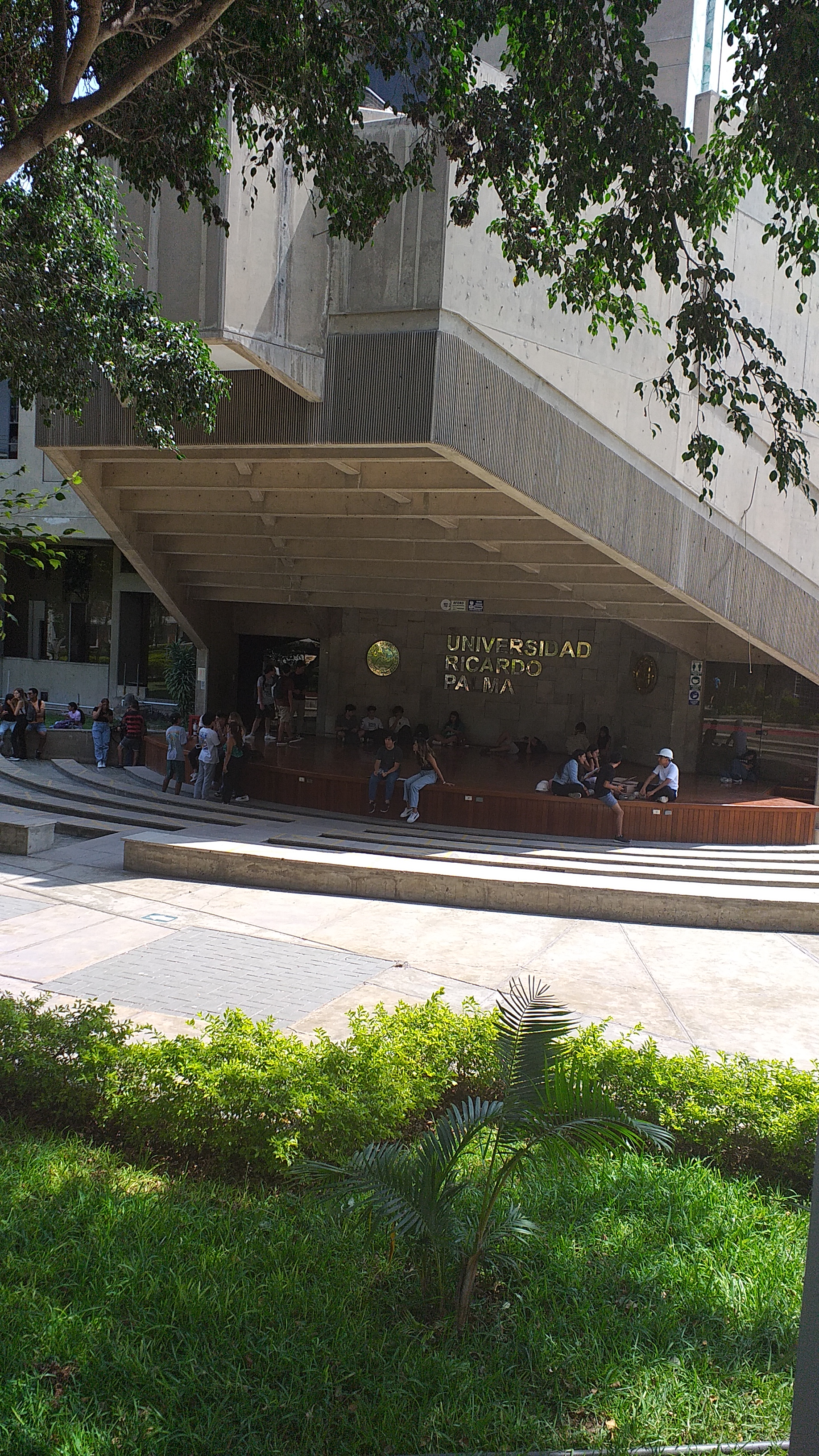
Auditorio de Ricardo Palma 2023

Se encuentra ubicado en la Avenida Alfredo Benavides 5440, urbanización Las Gardenias, distrito de Santiago de Surco. El terreno sobre el que se sitúa posee una extensión de 65 676 m². En este campus se han construido pabellones independientes para cada facultad, en donde se encuentran aulas, laboratorios, bibliotecas especializadas, auditorios y cafeterías. Cuenta con un edificio donde funcionan las oficinas administrativas, así como con una oficina central de informática y cómputo, institutos de investigación, oficina de admisión, un auditorio y un anfiteatro al aire libre. Asimismo, aquí se encuentra el departamento médico, un edificio de dos plantas que funciona como consultorio para las diversas especialidades médicas.

### Museo Vera Alleman Haeghebaert
Dentro del campus principal se encuentra el Museo de Historia Natural de la Universidad Ricardo Palma , VERA ALLEMAN HAEGHEBAERT, creado el 27 de noviembre de 1991, se inauguró con una colección paleontológica colectada por los alumnos de la facultad de Biología. Posteriormente, gracias a convenios de cooperación con otras instituciones, se incrementaron las colecciones en el campo de Zoología y Botánica. Hasta 1997, el museo se ubicaba en el tercer piso del pabellón de la facultad de Ciencias Biológicas; aquí se abrió la sala de exposiciones permanentes, donde se mostraba al público los distintos grupos zoológicos de acuerdo con el primer guion museográfico. Sin embargo, en 2010, el museo se traslada al primer piso del edificio administrativo, cuyas instalaciones son mucho más accesible al público. En 2012, se firma un convenio con el Museo Paleontológico Meyer-Hönninger que permitió la implementación de la sala de exposiciones en la sección de paleontología con una exposición referente a la evolución de la vida en nuestro planeta, con fósiles desde los 1600 millones de años hasta los últimos 10 mil años. El conocimiento de la biodiversidad nos permite valorarla, protegerla y conservarla, como Institución es nuestro deber crear conciencia en los diferentes ámbitos de la sociedad para lograr un manejo sustentable de los recursos y con ellos asegurar la vida en nuestro planeta.
Cuenta actualmente con tres departamentos de investigación:
- DEPARTAMENTO DE PALEONTOLOGÍA, el cual fue el primer departamento del museo en fundarse, gracias a él, fueron protegidas las primeras colecciones hechas por los alumnos entre los años 80's y 90's; con más de 10,000 muestras catalogadas, contiene un importante valor científico.
- DEPARTAMENTO DE BOTÁNICA, este cuenta con más de 4000 muestras catalogadas, correspondientes al 90% de las familias conocidas para Perú; que incluye especies de flora angiospermática en mayor cuantía y gimnospermatica como grupo minoritario; los especímenes se mantienen herborizados en su gran parte, una minoría se mantiene conservada en líquido preservativo.
- DEPARTAMENTO DE ZOOLOGIA , este cuenta con una amplia gama de especímenes destinados a la investigación, colectados durante diversos proyectos de investigación que se realizan en el Museo; con más de 10 000 muestras conservadas en el gabinete, convirtiéndose en una invalorable fuente de información para proyectos de investigación.[5]

### Otros locales
Además del campus universitario, la URP cuenta con tres locales más:
- El Centro Preuniversitario Ricardo Palma, ubicado en la avenida Armendáriz 349, en el distrito de Miraflores, Lima.
- El Centro Cultural Cori Wassi de la Universidad Ricardo Palma, ubicado en la avenida Arequipa 5198, en el distrito de Miraflores, Lima.
- El Centro de Esparcimiento (CESPAR), ubicado en el kilómetro 10,5 de la carretera Panamericana Sur, en el distrito de San Juan de Miraflores, Lima.

## Investigación
- Instituto de Ciencia y Tecnología
- Investigaciones Museológicas y Artísticas
- Instituto de Pensamiento Complejo Edgar Morin
- Instituto de Recursos Naturales y Ecología
- Instituto de Vivienda, Urbanismo y Desarrollo Sostenible -IVUDS-
- Instituto de Terminología Ricardo Palma TERMPALMA
- Instituto de Investigación y Estudios de la Mujer2
- Instituto de Investigación en Salud Mental URP
- Instituto de Investigaciones en Ciencias Biomédicas

## Cultura
- Centro Cultural Ccori Wasi
- Museo de Historia Natural
- Museo de Imágenes Históricas
- Galería de Artes Visuales
- Instituto Confucio URP

## Rankings académicos
En los últimos años, se ha generalizado el uso de rankings universitarios internacionales para evaluar el desempeño de las universidades a nivel nacional y mundial; siendo estos rankings clasificaciones académicas que ubican a las instituciones de acuerdo a una metodología científica de tipo bibliométrica que incluye criterios objetivos medibles y reproducibles, tomando en cuenta por ejemplo: la reputación académica, la reputación de empleabilidad para los egresantes, la citas de investigación a sus repositorios y su impacto en la web. Del total de 92 universidades licenciadas en el Perú, la Universidad Ricardo Palma se ha ubicado regularmente dentro de los treinta primeros lugares a nivel nacional en determinados rankings universitarios internacionales.

## Reconocimientos
- Reporte de Sostenibilidad Ambiental en Universidades Peruanas (2023): la URP quedó en 5º lugar al nivel nacional y 3º al nivel regional.[7]